# Anumeta arabiae
Anumeta arabiae är en fjärilsart som beskrevs av Edward P. Wiltshire 1962. Anumeta arabiae ingår i släktet Anumeta och familjen nattflyn. Inga underarter finns listade i Catalogue of Life.